# Allrode
Allrode är en ortsteil i staden Thale i Landkreis Harz i förbundslandet Sachsen-Anhalt i Tyskland. Allrode var en kommun fram till den 1 januari 2011 när den uppgick i Thale. Allrode hade 654 invånare 2010.
Allrode ligger i Harz som är ett omtyckt turistmål.